# Pavel Patev
Pavel Atanasov Patev (Plovdiv, 1889 – 22 de março de 1950) foi um zoólogo búlgaro, conhecido por seu trabalho em ornitologia, diretor do Zoológico de Sófia. Escreveu uma grande monografia sobre as Aves da Bulgária (1950).
Patev foi diretor do Zoológico de Sófia de 1934 até o fim de sua vida. O fóssil Loxia patevi foi denominado em sua homenagem por Zlatozar Boev.